# Oreonetides glacialis
Oreonetides glacialis är en spindelart som först beskrevs av Ludwig Carl Christian Koch 1872.  Oreonetides glacialis ingår i släktet Oreonetides och familjen täckvävarspindlar. Inga underarter finns listade i Catalogue of Life.